# Alberto Garzón
Pour les articles homonymes, voir Garzon.
Garzon  Espinosa est un nom espagnol. Le premier nom de famille, en général paternel, est Garzon ; le second, en général maternel, souvent omis, est Espinosa.
Alberto Carlos Garzón Espinosa (prononcé en espagnol : [al'βerto 'karloz ɣar'θon espi'nosa]), né le 9 octobre 1985 à Logroño (La Rioja), est un économiste et homme politique espagnol membre d'Izquierda Unida (IU).
Il est élu député de la circonscription de Malaga lors des élections générales de novembre 2011, puis réélu lors des quatre élections suivantes. Il est nommé ministre de la Consommation dans le gouvernement Sánchez II début 2020.

## Biographie

### Famille et formation
Alberto Carlos Garzón Espinosa est le fils d'Alberto Garzón Blanco, professeur d’histoire et géographie originaire de Malaga, et d'Isabel Espinosa Casares, pharmacienne originaire de la localité de Cenicero. Ses premières années de vie se déroulent à Logroño et, lorsque Alberto a trois ans, sa famille s’installe à Marchena, localité de Seville, à cause du travail de professeur de son père. En 1994, sa famille retourne au Rincón de la Victoria, localité de Malaga où ses parents se sont connus. Garzón fait ses études primaires à l’école Manuel Laza Palacios et les études secondaires au collège Ben Al Jatib, où son père est enseignant.
L’étape universitaire d'Alberto est parallèle au début de sa vie politique active. À 18 ans, il commence les études en administration et direction d’entreprises à la faculté de sciences économiques et de l’entreprise de l’université de Malaga, mais il change d’avis et commence, l’année suivante, ses études en économie. Cette première année d’université marque également le début de la vie politique active de Garzón qui, à l’âge de 18 ans, rejoint le parti Gauche unie-Les Verts en Andalousie.
En 2004, il participe à la fondation d’étudiants pour une économie critique, une association dont il est président jusqu’en 2008 et qui est en relation avec le mouvement pour une économie post-autistique, né en France quelques années avant. Le propos de cette association est académique et militant car elle dénonce “la pensée unique et le vide intellectuel qui domine la formation en économie”. Cette association s’appelle tout d’abord “Étudiants de gauche” et se définit comme une association universitaire anticapitaliste. Postérieurement elle change et devient une réunion de divers collectifs progressistes, formant la plate-forme des “Étudiants critiques”. L’association se présente aussi aux élections d’étudiants, en obtenant 64 % des votes en 2008.
En 2007, quatre années après ses débuts en politique, Alberto Garzón devient le cinquième candidat de la liste du parti Gauche unie pour les élections municipales[Où ?][réf. nécessaire].
Quant à ses études postérieures, il suit un master d’économie internationale et développement à la Faculté de sciences économiques et de l’entreprise de l’Université Complutense de Madrid, qui est dirigé et organisé par le département d’économie appliquée. Ce département est l’espace académique où le professeur Sampedro enseigne et ses cours marquent sans doute l’idéologie politique de Alberto Garzón. Ce dernier remercie Sampedro en plusieurs occasions, le décrivant comme le fondateur de son école de pensée. Il devient ensuite chercheur à l’université Pablo de Olavide, à Séville, et membre du collectif Économie critique et critique de l’économie.

### Député aux Cortes
À partir du 2 octobre 2011, il est choisi pour être tête de liste de Gauche unie (IU) à Malaga pour les élections générales espagnoles de 2011 et est finalement élu député. Pendant la campagne électorale, sa candidature reçoit l’appui de beaucoup de personnes du monde de la culture, comme Carlos Bardem (es) et Antonio de la Torre, deux acteurs espagnols. Il devient alors le plus jeune député de la législature[réf. nécessaire].

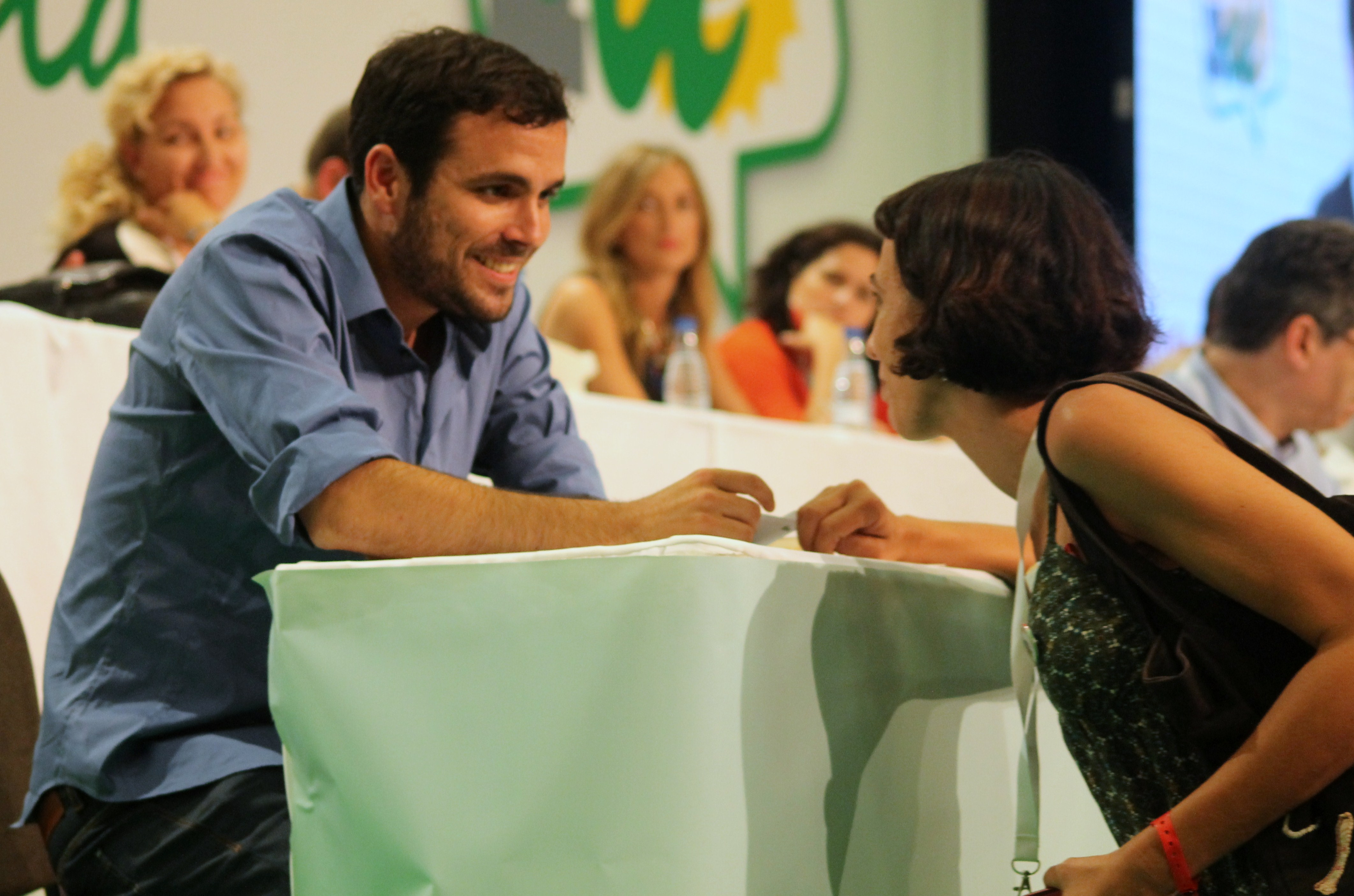
Alberto Garzón au XIXe congrès de la Gauche unie (IU), en 2013.

Sa participation active au mouvement des Indignés (15-M) le conduit à devenir le porte-parole de ce mouvement au Congrès. En janvier 2013 il est choisi pou être membre du comité exécutif fédéral de la Gauche unie, qui est l’organe suprême de la direction de la formation, en assumant la responsabilité de l’économie politique globale.
Le 7 février 2013, Garzón décide de montrer publiquement son revenu au Congrès et apporte également d’autres données sur ses biens et son patrimoine au nom de la transparence et de l’éthique. 
Il est en 2013 considéré comme un fervent opposant à la réforme de la loi sur l’avortement défendue par le gouvernement, qui entend revenir à une législation plus sévère.
Le 21 février 2015 il est élu candidat de la Gauche Unie à la présidence du gouvernement aux élections générales, avec 75,8 % des votes du Conseil politique fédéral.
Actuellement, depuis le 13 janvier 2016 et après les résultats des élections générales du 20 décembre 2015, Alberto Garzón est le porte-parole du nouveau parti Gauche unie-Unité populaire” au Congrès des députés, le secrétaire du processus constitutif global de Gauche Unie, le secrétaire de la politique économique globale de la Gauche unie et député des tribunaux généraux à Malaga et Madrid.
Il est l'homme politique le plus populaire d'Espagne au moment des élections générales de 2016.
En juin 2023, il annonce qu'il ne se présentera pas aux élections législatives du 23 juillet , arguant de la nécessité de renouveler les personnalités publiques. Cependant, il a exprimé son désir de continuer à participer à la politique en tant que coordinateur d'Izquierda Unida et membre de Sumar . [ 35 ]

### Ministre de la Consommation
Il est nommé ministre de la Consommation en janvier 2020 au sein du gouvernement dirigé par Pedro Sanchez.
Avec Yolanda Díaz, ils sont les premiers communistes à faire partie d'un gouvernement espagnol depuis mars 1939 et la fin du gouvernement Negrín II, lors de la chute de la Seconde République et l'avènement de la dictature franquiste. La présence de communistes à l’exécutif a choqué une partie de l’extrême-droite. Des responsables de l'Église catholique ont appelé à « prier pour l’Espagne », tandis qu’un eurodéputé du parti d’extrême-droite Vox s’est tourné vers l’armée pour qu’elle remette de l’ordre dans les affaires du pays.
Dans un entretien donné en décembre 2021, il critique les fermes géantes et la surconsommation de viande en Espagne, mettant en cause la pression qu'elles génèrent sur l'environnement et la maltraitance des animaux. Ces propos déclenchent une vive controverse dans le pays, les Espagnols étant les plus gros consommateurs de viande en Europe, mangeant en moyenne deux à cinq fois plus de viande par semaine que ce que préconise l'Agence alimentaire d'Espagne. Le secteur de l'agrobusiness, le Parti Populaire, Ciudadanos et Vox ont réclamé sa démission, tandis que le ministre de l'Agriculture et le Premier ministre Pedro Sánchez l'ont publiquement critiqué. Il reçoit en revanche le soutien des associations de pédiatres, de médecins, de nutritionnistes et des organisations pour la protection de l’environnement.

## Idéologie et pensée politiques
Alberto Garzón se joint à l’Union des jeunesses communistes d’Espagne pendant sa jeunesse et rejoint ensuite le Parti communiste d’Espagne jusqu’à nos jours. Cependant, Garzón est souvent décrit comme un social-démocrate en raison du fait qu’il propose régulièrement des mesures réformistes ne cherchant pas à dépasser le capitalisme. Selon ses propres critiques, cela se produit à cause de son travail aux côtés de deux économistes de référence dans la social-démocratie : Vicenç Navarro et Juan Torres López.
Même s’il est difficile de le cataloguer dans un mouvement idéologique concret, Garzón se décrit lui-même sur sa page web comme un “débiteur” de la pensée hétérodoxe marxiste et post-keynésienne, avec une certaine influence écologiste politique. Parmi ses références, il cite des économistes comme Marx, Paul Sweezy, Michal Kalecki et Lénine.
Dans certaines interviews postérieures à son élection comme député, Garzón insiste sur l’impossibilité de la social-démocratie en termes théoriques et défend également l’incompatibilité de la démocratie avec le système économique capitaliste et l’impossibilité que la planète puisse survivre à la pression de son modèle de production et consommation.

## Publications
- 2009 - La crisis financiera. Guía para entenderla y explicarla. - Juan Torres López et Alberto Garzón.
- 2009 - La crisis de las hipotecas basura. ¿Por qué se cayó todo y no se ha hundido nada? - Juan Torres López et Alberto Garzón. Éditorial Sequitur & ATTAC Espagne.
- 2010 - ¿Están en peligro las pensiones públicas? - Vicenç Navarro, Juan Torres López et Alberto Garzón. Éditorial ATTAC Espagne.
- 2011 - Hay alternativas - Vicenç Navarro, Juan Torres López et Alberto Garzón. Éditorial Sequitur & ATTAC Espagne.
- 2012 - Esto tiene arreglo. Éditorial Destino
- 2013 - La gran estafa. Éditorial Destino
- 2013 - La tercera república. Éditorial Península
- 2015 - A pie de escaño.Éditorial Península